# Óengus mac Colmáin
Óengus mac Colmáin Bec (... – 621) regnò sull'Uisnech, nel Mide (in Irlanda) dal 618 al 621 (anno della morte).

## Biografia
Apparteneva agli Uí Néill del sud e, secondo le genealogie, era figlio di Colmán Bec (morto nel 587), figlio di Diarmait mac Cerbaill (morto nel 565). Il Caílle Follamain. Secondo gli annali irlandesi fu coinvolto nella faida tra le dinastie rivali del Clan Cholmáin e dei Síl nÁedo Sláine. Nel 612 vinse la battaglia di Odba (nei pressi di Navan, nella contea di Meath), nella quale fu ucciso Conall Laeg Breg mac Áedo Sláine. Questo scontro potrebbe essere stato causato dalla pretesa di Conall di succedere sul trono a Áed Uaridnach (morto nel 612). Óengus salì sul trono di Uisnech nel 618 dopo Fergus mac Colmáin Már. Secondo gli Annali dell'Ulster, Oengus
fu ucciso nel 621. In alcune liste viene chiamato re supremo. I suoi figli, Máel Umai mac Óengussa e Colgu mac Óengussa, furono uccisi nel 635 nella battaglia di Cúil Caeláin da Diarmait mac Áedo Sláine (morto nel 665) nell'ambito di una faida tra gli Ui Neill del sud. Suo nipote Fáelchú mac Máele Umai fu ucciso nel 662 nella battaglia di Ogamain, che lo vide schierato al fianco di Conaing Cuirre mac Congaile di Cnogba e Blathmac mac Áedo Sláine (morto nel 665) contro i seguaci di Diarmait mac Áedo Sláine. 